# Eriocnemis isabellae
El zamarrito del Pinche o calzadito del Pinche (Eriocnemis isabellae) es una especie de ave apodiforme de la familia Trochilidae (los colibríes) perteneciente al género Eriocnemis. Descrito para la ciencia en el año 2007, es endémica de la Serranía del Pinche, El Plateado, Cauca, en Colombia y se encuentra críticamente amenazado de extinción.

## Distribución y hábitat
Se le conoce por una única localidad en los Andes occidentales del suroeste de Colombia en el departamento de Cauca. Su hábitat está asociado con el bosque nuboso enano, primariamente de roble andino (Quercus humboldtii) con muchos claros naturales, en laderas íngremes a lo largo de las montañas, en altitudes entre 2600 y 2900 m.

## Descripción
Mide entre 9 y 10 cm de longitud. El macho es verde negruzco; con garganta bicolor azul violácea iridiscente y verde brillante; grupa azul verdoso iridiscente y cola negra azulada; bajo la cola violeta azulado y mechones blancos en los muslos. La hembra presenta barbilla de color azul pálido, color verde azulado en las coberteras supracaudales y las partes inferiores intensamente rojizas rufas y con reflejos color turquesa en el centro del vientre.

## Estado de conservación
El zamarrito del Pinche ha sido calificado como «críticamente amenazado de extinción» por la Unión Internacional para la Conservación de la Naturaleza (IUCN) debido a que su extremadamente pequeña zona de distribución de aproximadamente 10km2 de ambiente conveniente, en una única localidad y su población, estimada entre 250 y 900 individuos maduros, se presumen estar en decadencia como resultado de la continua pérdida de hábitat resultante de la conversión para agricultura, principalmente para el cultivo de coca. La Serranía del Pinche debería ser estrictamente protegida para conservar esta y otras especies amenazadas; desde 2007 ha sido designada un área de 7256 ha como Reserva de protección del bosque de Serranía del Pinche.

## Sistemática

### Descripción original
La especie E. isabellae fue descrita por primera vez por los ornitólogos colombianos Alexander Cortés Diago, Luis Alfonso Ortega, Luis Mazariegos  y alemán André-Alexander Weller en 2007 bajo el mismo nombre científico; su localidad tipo es: «Serranía del Pinche, Depto. del Cauca, Colombia (02°16’04.18”N, 77°21’26.41”W), 2800 m a.s.l.»; el holotipo, un macho adulto recolectado el 20 de noviembre de 2006, se encuentra depositado en el Museo de Historia Natural de la Universidad Nacional de Colombia bajo el número  ICN 36015.

### Etimología
El nombre genérico femenino «Eriocnemis» es una combinación de las palabras del griego «erion» que significa ‘lana’, y «knēmis» que significa ‘bota’; y el nombre de la especie «isabellae», es un homenaje a Isabella Cortés, hija del orntólogo descritor de la especie.

### Taxonomía
Es pariente próxima de Eriocnemis vestita y particularmente de E. nigrivestis. Es monotípica.